# John Cournos
John Cournos, né Ivan Grigorievich Korshun (Иван Григорьевич Коршун, le 6 mars 1881 à Jytomyr, dans une zone de l'Empire russe devenue par la suite un oblast ukrainien, et mort le 27 août 1966 à New York, est un écrivain de langue anglaise et traducteur d'origine juive russe ayant passé sa vie en exil, au Royaume-Uni puis aux États-Unis.

## Jeunesse
Sa langue maternelle est le yiddish ; il étudie le russe, l'allemand et l'hébreu avec un précepteur. Quand il a dix ans, sa famille émigre à Philadelphie où il apprend l'anglais.

## Carrière littéraire
Cournos s'installe à Londres au mois de juin 1912 ; il est journaliste et critique indépendant pour des périodiques britanniques et américains. Il commence sa carrière littéraire en tant que poète et, plus tard, romancier. Puis, il émigre aux États-Unis, où il passera le reste de sa vie.
Il est l'un des poètes du courant imagiste, mais est surtout connu pour ses romans, ses nouvelles, ses essais et ses critiques, ainsi que comme traducteur de littérature russe sous le nom de plume  de John Courtney . Il a également écrit pour The Philadelphia Record sous le pseudonyme de « Gorky ».
Plus tard, il épouse Helen Kestner Satterthwaite (1893-1960), également autrice et publiée sous les noms de plume de Sybil Norton et John Hawk. Cependant, Cournos est mieux connu pour sa liaison malheureuse avec Dorothy L. Sayers, romancée par celle-ci dans le roman policier Strong Poison (1930) et par Cournos lui-même dans The Devil Is an English Gentleman (1932).
Cournos et sa femme, sous son pseudonyme de Sybil Norton, ont collaboré à plusieurs livres, dont Famous Modern American Novelists, Famous British Novelists, Best World Short Stories of 1947 et John Adams, une biographie.

## Anti-communisme
Au lendemain de la Révolution d'Octobre, Cournos est impliqué dans une organisation anticommuniste basée à Londres, le Comité de libération russe. En son nom, il écrivit en 1919 un pamphlet de propagande, London under the Bolsheviks: A Londoner's Dream on Returning from Petrograd (Londres sous les bolcheviks : le rêve d'un Londonien de retour de Petrograd), basé en grande partie sur ce qu'il avait vu lors de sa visite de 1917-1918 à Aleksey Remizov à Petrograd, dont il traduisait alors son Chasy sous le titre The Clock (L’horloge). Cet ouvrage suit de près les premiers événements de la prise du pouvoir par les bolcheviks en Russie et en situe l'action en Grande-Bretagne pour permettre au public britannique de mieux imaginer à quoi cela pourrait ressembler. Sinclair Lewis a utilisé le même procédé pour imaginer une prise de pouvoir fasciste aux États-Unis dans son œuvre de 1935 It Can't Happen Here.
Dans cette histoire du futur sinistre mais humoristique, Cournos décrit un régime révolutionnaire britannique introduisant une nouvelle monnaie, le MacDonald, en référence à Ramsay MacDonald, lequel est cependant vite évincé par les dirigeants bolcheviques MacLenin et Trotsman (des satires évidentes de Lénine et Trotski ). Une campagne contre-révolutionnaire du général Haig est vaincue à St Albans et les bolcheviks commencent à rassembler leurs anciens alliés. Lloyd George est emprisonné dans la Tour de Londres. HG Wells est également emprisonné par les bolcheviks, malgré son livre à tendance gauchiste Love and Mr Lewisham . Londres est dépeinte comme en proie à la pauvreté, avec marché noir des cigarettes et les ascenseurs en panne, et le narrateur erre dans le Strand en s'exclamant devant la crasse des rues, les oisifs et l'envie jalouse de ses nouvelles bottes.

## Œuvres
Les livres de John Cournos sont, part ordre chronologique de première publication :
- (en) Gordon Craig and the Theatre of the Future (Gordon Craig et le théâtre du futur) (1914)
- (en) The Mask (Le masque) (1919)
- (en) London Under the Bolsheviks (Londres sous les bolcheviks) (1919)
- (en) The Wall (Le Mur) (1921 ?)
- (en) Babel (1922)
- (en) The Best British Short Stories of 1922 (Les meilleures nouvelles britanniques de 1922) (en tant que rédacteur en chef, 1922 ?)
- (en) In Exile (En exil) (1923)
- (en) The New Candide (Le nouveau Candide) (1924)
- (en) Sport of Gods (Le sport des dieux) (1925)
- (en) Miranda Masters (Les Maîtres de Miranda ) (1926)
- (en) O'Flaherty the Great (O'Flaherty le Grand) (1928)
- (en) A Modern Plutarch (Un Plutarque moderne) (1928)
- (en) Short Stories out of Soviet Russia (Nouvelles sur la Russie soviétique) (1929)
- (en) Grandmother Martin Is Murdered (Grand-mère Martin est assassinée) (1930)
- (en) Wandering Women/The Samovar (Femmes errantes/Le Samovar) (1930)
- (en) The Devil Is an English Gentleman (Le diable est un gentleman anglais) (1932)
- (en) Autobiography (Autobiographie) (1935)
- (en) An Epistle to the Hebrews (Une épître aux Hébreux) (1938)
- (en) An Open Letter to Jews and Christians (Une lettre ouverte aux juifs et aux chrétiens) (1938)
- (en) Hear, O Israel (Écoute, ô Israël) (1938)
- (en) Book of Prophecy from Egyptians to Hitler (Livre de prophéties des Égyptiens à Hitler) (1938)
- (en) A Boy Named John (Un garçon nommé John) (1941)
- (en) A Treasury of Russian Life and Humor (Un trésor de la vie et de l'humour russes) (1943)
- (en) Famous Modern American Novelists (Célèbres romanciers américains modernes) (1952)
- (en) Pilgrimage to Freedom (Pèlerinage vers la liberté) (1953 ; écrit conjointement avec Sybil Norton, illustré par Rus Anderson)
- (en) American Short Stories of the Nineteenth Century (Nouvelles américaines du dix-neuvième siècle) (1955 : Everyman's Library )
- (en) A Teasury of Classic Russian literature (Un aperçu de la littérature russe classique) (1961)
- (en) With Hey, Ho... and The Man with the Spats (Avec Hé, Ho... et L'Homme aux guêtres) (1963)
- (en) The Created Legend (La Légende Créée) – traduction d'un livre de Fyodor Sologub [pseud.] (date de publication inconnue)